# كلايتون ناسيمنتو ميريليس
كلايتون ناسيمنتو ميريليس (بالبرتغالية: Clayton do Nascimento Meireles‏) هو لاعب كرة قدم برازيلي في مركز قلب الدفاع، ولد في 12 أبريل 1989 في Cantagalo, Rio de Janeiro ‏ في البرازيل. لعب مع نادي أفاي لكرة القدم.